# جامع الخردة

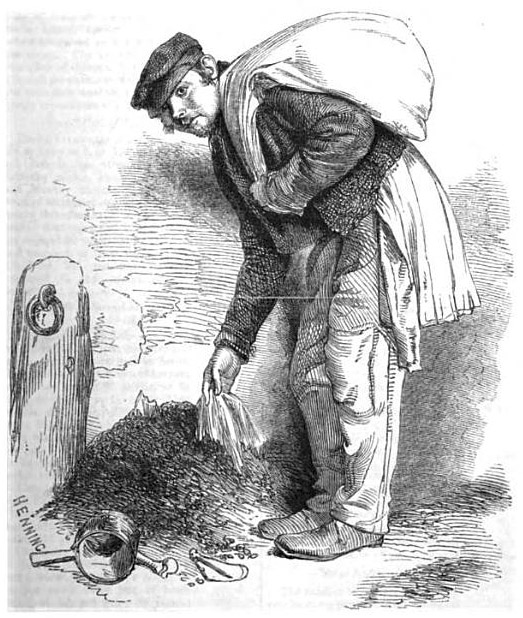
جامع العظام لريتشارد بيرد. وصف هنري مايهيو أحد جامعي الخردة الذين قابلهم قائلاً أنه كان يرتدي "معطفًا ممزقًا...مخضبًا بالدهن، ربما بفعل الدهون المتراكمة من العظام التي جمعها".

يجمع جامع الخردة الأدوات المنزلية غير المرغوب فيها ويبيعها إلى التجار. حيث جرى العرف على أن يؤدي هذه المهمة مشيًا على الأقدام، بالاستعانة بمواد الكسح (والتي تتضمن ممسحات، وعظامًا وغيرها من المواد المعدنية) في حقائب صغيرة يعلقها على كتفه. بينما استخدم بعض جامعي الخردة الأكثر ثراءً عربة، يجرها حصان أو فرس.
اتسمت حياة جامعي الخردة في القرن التاسع عشر بالفقر المدقع، لا يعيشون إلا على عائدات ما جمعوه خلال يوم. تحسنت الظروف في أعقاب الحرب العالمية الثانية، إلا أن هذه التجارة شهدت تراجعًا خلال النصف الثاني من القرن العشرين. ومع ذلك، شهدت الآونة الأخيرة عودة جامعي الخردة للعمل نظرًا لارتفاع أسعار الخردة المعدنية.

## القرن التاسع عشر
في المملكة المتحدة، كان جامعو الخردة يقومون بجمع الأسمال البالية، والعظام، والمعادن، وغيرها من الفضلات من المدن والبلدات التي يعيشون فيها. قدر هنري مايهيو في تقرير له عام 1851، بعنوان عمال لندن وفقراؤها، أن لندن تحتوي على ما يتراوح بين 800 إلى 1000 من «كاسحي العظام وجامعي الأسمال البالية» يعيشون إما في نزل، أو علية و «غرف فقيرة الأثاث في الأحياء الفقيرة.»
فقد كان كاسحو العظام، كما يطلق عليهم في بعض الأحيان، يقضون من تسع إلى عشر ساعات يبحثون في شوارع لندن عن أي شيء ذي قيمة، قبل عودتهم إلى النزل لتصنيف ما جمعوه. وفي المناطق الريفية التي لم يكن يتوفر بها تجار الأسمال البالية، تعامل جامعو الخردة مباشرة مع صانعي الورق القطني، ولكنهم كانوا يبيعونه في لندن للتجار المحليين. حيث قد تحقق الأسمال البيضاء ربحًا قدره 2-3 بنس لكل رطل، وفقًا لحالتها (يجب أن تكون جميع الأسمال جافة قبل بيعها). بينما تساوي الأسمال الملونة بنسين لكل رطل. وكذلك العظام، فقد كانت تساوي نفس الثمن، وكانت تستخدم في صنع مقابض السكاكين، والألعاب، وأدوات الزينة، وعند معالجتها تستخدم في الكيمياء. كما كانت الشحوم المستخرجة منها مفيدة في صنع الصابون. أما المعادن فكانت ذات قيمة أكبر؛ فقدم إصدار تشامبرز إدنبره جورنال لعام 1836 وصفًا للكيفية التي يمكن رؤية «كاسح الشوارع» بها وهو يزيل الأوساخ من بين أحجار رصف الطريق في الطرق غير المرصوفة بالحصباء، بحثًا عن مسامير حدوة الفرس. فقدرت قيمة النحاس الأصفر، والنحاس، والبيوتر بحوالي 4-5 بنسات للرطل. وفي اليوم العادي، قد يتوقع جامع الخردة بأن يحقق مكسبًا حوالي ستة بنسات.
ويشير تقرير مايهيو أن العديد ممن عملوا في جمع الخردة قد فعلوا ذلك في الأوقات العصيبة، وعاشوا في بؤس. وعلى الرغم من أنهم عادة ما يبدءون أعمالهم قبل الفجر، فإنهم لم يكونوا محصنين ضد غضب العامة؛ وفي عام 1872، تسبب العديد من جامعي الخردة في وستمنستر في الشكوى منهم لأنهم أفرغوا محتويات شاحنتي قمامة للبحث عن الأسمال البالية والعظام والورق، وهو ما عرقل مسار المارة.
وفي باريس، نظم القانون عمل جامعي الأسمال البالية بحيث لا يمكنهم العمل إلا ليلاً. كما كان يطلب منهم دائمًا إعادة الأشياء القيمة إما إلى مالكيها أو السلطات. عندما قدم يوجين بوبل سلة المهملات عام 1884، تعرض للانتقادات في الصحف الفرنسية لكونه يتدخل في لقمة عيش جامعي الأسمال.

## القرن العشرون

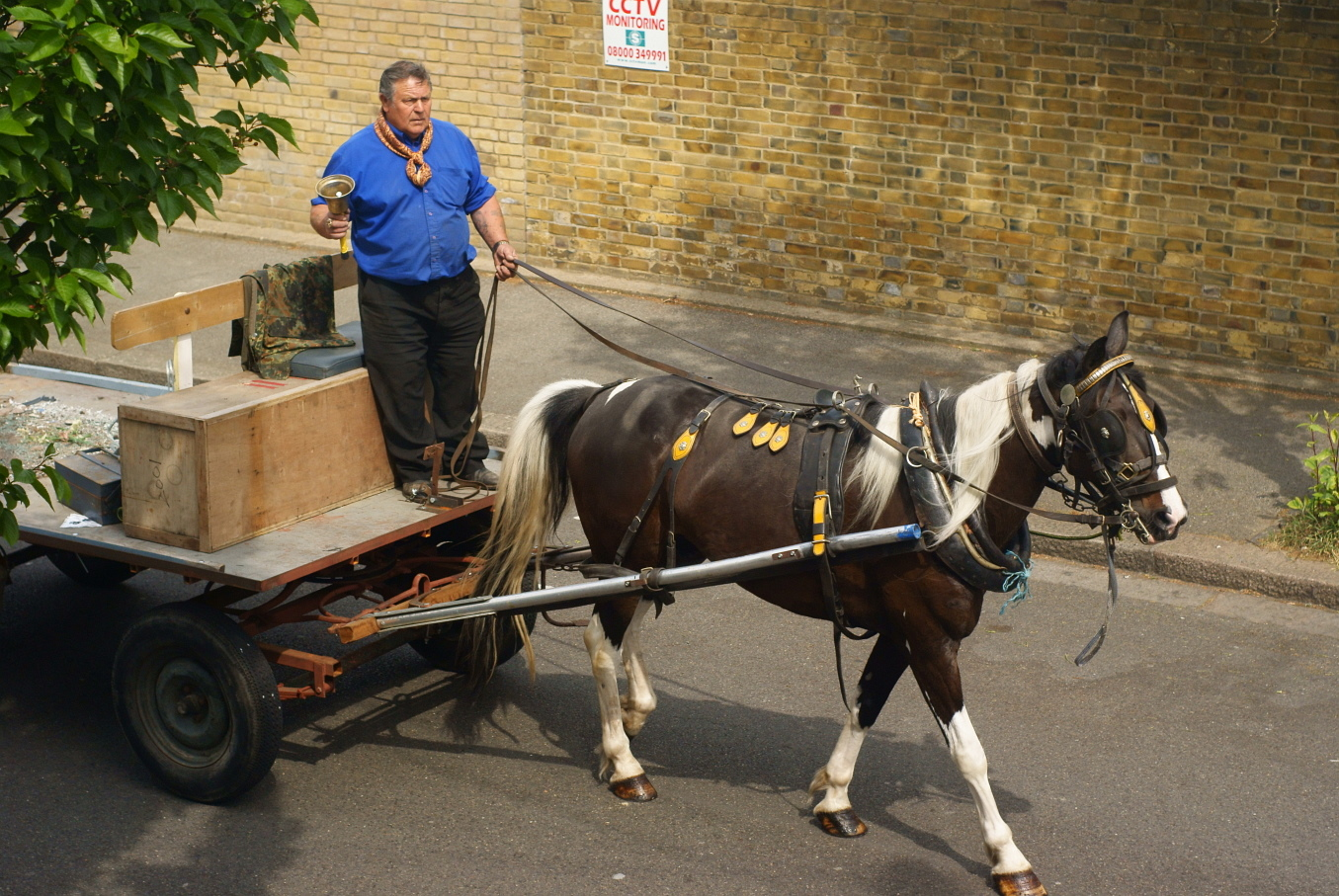
جامع الخردة في كرويدون، بلندن

في تقرير لعام 1954 نشر في الغارديان، ذكر أن بعض الرجال يمكنهم تحقيق مكاسب تصل لحوالي 25 جنيهًا إسترلينيًا من جمع الأسمال. حيث استخدم معظمهم عربات اليد بدلاً من الحقائب، واستخدم بعضهم الفرس والعربة، حيث كانوا يقدمون أحجار الفرك  في مقابل الأشياء التي قاموا بجمعها. وفي عام 1958 رافق مراسل الغارديان أحد جامعي الخردة، جون بيبي، وهو يقوم بجولاته في شارلتون وستراتفورد، بالقرب من مانشستر. وفي مقابل حمولة عربة اليد الخاصة به، والتي تكونت من الأسمال البالية، والفراء، والأحذية، وقطع غيار السيارات الخردة، وأريكة وغيرها من قطع الأثاث جنى جنيهين إسترلينيين.
تراجعت أعمال جمع الخردة على الرغم من أنه في خمسينيات القرن العشرين كان يعمل بين مانشستر وسالفور حوالي 60 تاجرًا، إلا أن هذا العدد تراجع ليصل إلى 12 بحلول 1978، حيث تحول العديد منهم إلى تجارة الحديد الخردة. وقد ألقى التجار المحليون باللوم على العديد من العوامل، من بينها التغيرات الديموغرافية، بوصفها سببًا من أسباب تراجع صناعتهم. وقدر تقرير الصحيفة في عام 1965 أنه لم يتبق في لندن سوى «عدة مئات» من جامعي الخردة، الأمر الذي ربما يعود إلى المنافسة من التجارات الأكثر تخصصًا مثل شركات القمامة، والضغط الممارس عليهم من مطوري العقارات للبناء على مقار تجار الأسمال. وعلى الرغم من المسلسل الذي عرض على بي بي سي ستيبتو أند سن، وساعد في الحفاظ على مكانة جامعي الخردوات في الفلكلور الإنجليزي، فإنه بحلول ثمانينيات القرن العشرين كانوا قد اختفوا جميعًا. وفي الآونة الأخيرة، أدى ارتفاع أسعار المعدن إلى عودة هذه التجارة، على الرغم من أنهم استخدموا عربات النقل بدلاً من الأحصنة، وأصبحوا يعلنون عن وجودهم باستخدام الأبواق، وهو ما تسبب في أن يشتكي بعض العامة من الفوضى التي يحدثونها.

### كتابات أخرى
- For a description of 19th-century French ragmen, or chiffonniers, see Chambers، William؛ Chambers، Robert (1860)، Chambers's Journal، W & R Chambers، ج. 33–34، ص. 53–55، مؤرشف من الأصل في 2020-01-25

## وصلات خارجية
- Final collection, at guardian.co.uk
- The end of the road for the rag-and-bone man, at independent.co.uk